# Jinan, Hama
Jinan (tiếng Ả Rập: الجنان) là một ngôi làng Syria nằm ở phó huyện của huyện Hama ở tỉnh Hama. Theo Cục Thống kê Trung ương Syria (CBS), Tế Nam có dân số 3,860 người trong cuộc điều tra dân số năm 2004.